# Indianapolis 500 1915

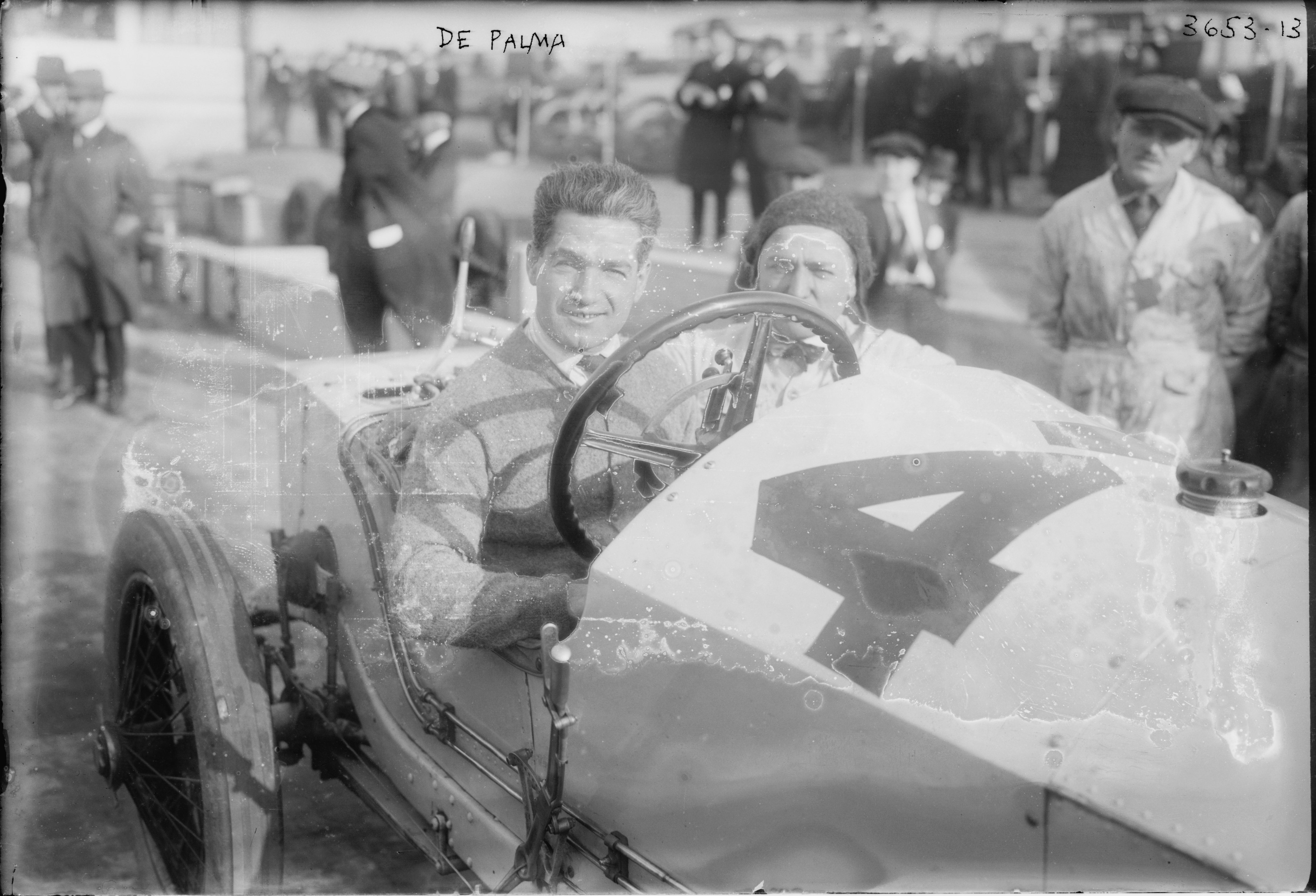
Ralph DePalma, Sieger des Indianapolis 500 im Jahr 1915

Das 5. Indianapolis 500 (offiziell 5th 500 Mile International Sweepstakes Race) auf dem Indianapolis Motor Speedway fand am 31. Mai 1915 statt.

## Das Rennen
Das Rennen ging über eine Distanz von 200 Runden à 4,023 km, was einer Gesamtdistanz von 804,672 km entspricht. Aus der Pole-Position startete Howdy Wilcox mit einer Einrunden-Durchschnittszeit von 1:31.00 Min. oder 98,90 mph (159,16 km/h). Das Rennen war der neunte Lauf zur AAA-Saison 1915. Die Prämie für den Sieger betrug 22.600 US-Dollar (entspricht 2025 ca. 728.100 Euro). Das Rennen war für den Samstag, 29. Mai vorgesehen. Wegen starken Regenfällen musste der Start auf den Montag, 31. Mai, verschoben werden. Nachdem Ralph DePalma den Sieg zum Indianapolis 500 1912 knapp verpasst hatte, siegte er in diesem Jahr mit Beifahrer Louis Fountaine. Der Siegerwagen des Teams E. C. Patterson bestand aus einem Motor und Chassis von Mercedes.

## Ergebnisse

### Startaufstellung
| Reihe | Innen | Innen        | Innen Center | Innen Center    | Außen Center | Außen Center    | Außen | Außen              |
| ----- | ----- | ------------ | ------------ | --------------- | ------------ | --------------- | ----- | ------------------ |
| 1     | 1     | Howdy Wilcox | 2            | Ralph DePalma   | 3            | Dario Resta     | 4     | Earl Cooper        |
| 2     | 5     | Gil Andersen | 6            | Jean Porporato  | 8            | Bob Burman      | 9     | Art Klein          |
| 3     | 10    | Tom Alley    | 14           | Harry Grant     | 15           | Eddie O’Donnell | 12    | George C. Babcock  |
| 4     | 17    | John DePalma | 7            | Noel van Raalte | 18           | Joe Cooper      | 19    | Billy Carlson      |
| 5     | 21    | Tom Orr      | 22           | Ralph Mulford   | 24           | John A. Mais    | 23    | Eddie Rickenbacker |
| 6     | 25    | C. C. Cox    | 26           | George Hill     | 27           | Louis Chevrolet | 28    | Willie Haupt       |

### Schlussklassement
| Pos. | Nr. | Fahrer                                | Chassis         | Motor      | Zeit/Rückstand             | Qualifikation ø 1 Rd. mph | Start |
| ---- | --- | ------------------------------------- | --------------- | ---------- | -------------------------- | ------------------------- | ----- |
| 1    | 2   | Ralph DePalma                         | E. C. Patterson | Mercedes   | 5:33:55.51 Std. 89,840 mph | 98,580                    | 2     |
| 2    | 3   | Dario Resta (R)                       | Peugeot         | Peugeot    | 200 Rd.                    | 98,47                     | 3     |
| 3    | 5   | Gil Andersen abgelöst Johnny Aitken   | Stutz           | Stutz      | 200                        | 95,14                     | 5     |
| 4    | 4   | Earl Cooper abgelöst Johnny Aitken    | Stutz           | Stutz      | 200                        | 96,77                     | 4     |
| 5    | 15  | Eddie O’Donnell (R)                   | Duesenberg      | Duesenberg | 200                        | 88,93                     | 11    |
| 6    | 8   | Bob Burman                            | Peugeot         | Peugeot    | 200                        | 92,40                     | 7     |
| 7    | 1   | Howdy Wilcox                          | Stutz           | Stutz      | 200                        | 98,90                     | 1     |
| 8    | 10  | Tom Alley (R)                         | Duesenberg      | Duesenberg | 200                        | 90,00                     | 9     |
| 9    | 19  | Billy Carlson abgelöst Hughie Hughes  | Maxwell         | Maxwell    | 200                        | 84,11                     | 16    |
| 10   | 7   | Noel van Raalte (R)                   | Sunbeam         | Sunbeam    | 200                        | 86,87                     | 14    |
| 11   | 28  | Willie Haupt                          | Emden           | Emden      | 200                        | 80,36                     | 24    |
| 12   | 14  | Harry Grant                           | Sunbeam         | Sunbeam    | 184 (Defekt)               | 89,29                     | 10    |
| 13   | 21  | Tom Orr (R) abgelöst Billy Carlson    | Maxwell         | Maxwell    | 168 (Aufhängung)           | 83,55                     | 17    |
| 14   | 6   | Jean Porporato (R)                    | Sunbeam         | Sunbeam    | 164 (Motor)                | 94,74                     | 6     |
| 15   | 18  | Joe Cooper (R)                        | Duesenberg      | Duesenberg | 154 (Unfall)               | 85,55                     | 15    |
| 16   | 22  | Ralph Mulford abgelöst Billy Chandler | Duesenberg      | Duesenberg | 124 (Aufhängung)           | 82,72                     | 18    |
| 17   | 12  | George C. Babcock (R)                 | Peugeot         | Peugeot    | 117 (Motor)                | 89,46                     | 12    |
| 18   | 9   | Art Klein abgelöst Billy Chandler     | Duesenberg      | Duesenberg | 111 (Motor)                | 90,45                     | 8     |
| 19   | 23  | Eddie Rickenbacker                    | Maxwell         | Maxwell    | 103 (Aufhängung)           | 81,97                     | 20    |
| 20   | 27  | Louis Chevrolet (R)                   | Cornelian       | Sterling   | 76 (Ventile)               | 81,01                     | 23    |
| 21   | 17  | John DePalma (R)                      | Delage          | Delage     | 41 (loses Rad)             | 87,04                     | 13    |
| 22   | 24  | John A. Mais (R)                      | Mais            | Mercer     | 23 (Defekt)                | 81,97                     | 19    |
| 23   | 26  | George Hill (R)                       | Bugatti         | Bugatti    | 20 (Wasserpumpe)           | 81,52                     | 22    |
| 24   | 25  | C. C. Cox (R)                         | Cino            | Mercer     | 12 (Getriebe)              | 81,52                     | 21    |

(R) = Rookie

### Führungsrunden
| Fahrer        | Anzahl |
| ------------- | ------ |
| Ralph DePalma | 132    |
| Dario Resta   | 37     |
| Gil Andersen  | 26     |
| Howdy Wilcox  | 5      |